# DJ Tonik
Дми́трий Ю́рьевич Семёнов (род. 9 января 1977, Ленинград), более известный как DJ Tonik (То́ник) — российский хип-хоп-диджей, битмейкер, бывший участник группы «Легальный Бизне$$» и хип-хоп-объединения «Bad B. Альянс».
В 1995 году DJ Tonik начал заниматься диджеингом, в результате чего стал призёром российского диджей-баттла «Grandmaster DJ '97». В 1999 году стал участником проекта «3 DJ’s» (Tonik, Штакет и 108). В 1999 году вошёл в состав группы «Легальный Бизне$$» в качестве командного диджея, где и приобрёл первую известность.
С 1999 по 2001 год DJ Tonik занимался саунд-продюсированием хип-хоп-исполнителей, входящих в «Bad B. Альянс». После распада «Альянса» продолжил работать с Александром Толмацким, его сыном ДеЦлом и Лигалайзом. Среди известных треков — «Питер, я твой!» (ШЕFF и Купер, 2000), «Хардкор» (Купер, 2001), «Будь со мной» (N’Pans и Евгений Осин, 2001) и «Я знаю людей…» (Лигалайз + П13, 2003).
С 2004 по 2007 год DJ Tonik выпустил четыре сольных микстейпа.

## Карьера
Дмитрий Семёнов родился 9 января 1977 года в Ленинграде. Впервые диджейский проигрыватель грампластинок Дмитрий увидел в питерском клубе «Тоннель» в 1993 году, когда ему было 16 лет. После чего ему захотелось попробовать самому, так он познакомился с DJ Boomer’ом, который и научил его основам диджеинга. Продав отцовский катер, который пылился в гараже, Дмитрий купил первый комплект «вертушек» фирмы «Gemini» и микшерный пульт фирмы «Электроника», который затем заменил на «Scratch mixer Numark». В 1995 году Дмитрий играл в питерском клубе «Тоннель» и был заявлен как DJ Зверев. Поначалу он играл «хаус», а затем переключился на «драм-н-бейс». С 1997 по 1998 год работал на радио «Порт-FM» в Санкт-Петербурге. В конце 90-х DJ Tonik работал с командой «Same Human Side», играющей тяжёлую гитарную музыку, а также с джазовой командой «Doo Bop Sound», работающей в стиле «doo bop», и с готической хардкор-группой «Skang».
В 1997 году ему позвонил друг Аррам и пригласил его выступить на битве диджеев «Grandmaster DJ ’97» в Москве, которую организовал Влад «Шеф» Валов, где завоевал категорию «Grandmaster Scratch». В январе 1999 года DJ Tоник записал совместно с DJ 108'ым («Da-108») и DJ LA'ем (Bad Balance) альбом в составе группы «No Face Crew», также известной как «3 DJ’s». В 1999 году Тонику позвонил «Шеф» и предложил принять участие в новом проекте в качестве командного диджея. Приехав в Москву, он познакомился с Лигалайзом и Пансом, и вошёл в состав их группы «Легальный Бизне$$», которая входила в хип-хоп-объединение «Bad B. Альянс». В течение года Тоник полностью перебрался в Москву и начал изучать основы студийной работы на студии звукозаписи «Тон-ателье №1» в «Останкино», где его учителями были DJ LA и Shooroop.
Визитной карточкой группы «Легальный Бизне$$» стала песня «Пачка сигарет», созданная на основе музыкального проигрыша и припева известной композиции Виктора Цоя. Песня впервые была выпущена на сборнике «Hip-Hop Info № 6» в августе 1999 года. Тогда же был снят видеоклип на эту песню, который стал режиссёрским дебютом для Влада Валова. Помимо самих участников группы в клипе снялись Влад Валов, Павел Кабанов из «О.С.П.-студии», Jeeep из группы «Рабы лампы», а также на экране впервые появился начинающий тогда рэпер ДеЦл. 18 марта 2000 года был снят видеоклип на песню «Мелодия души». Вместо Тоника в клипе за диджейским пультом стоит DJ LA, поскольку на момент съёмок Тоник находился на немецком фестивале диджеев. Во время съёмок исполнители песни находились на стекле на высоте около трёх метров. Оба клипа попали в ротацию чартов «Русская десятка» и «20 самых-самых» телеканала «MTV Россия». Дебютный и единственный альбом группы «Легальный Бизне$$» под названием «Рифмомафия» был выпущен на компакт-дисках и аудиокассетах 23 июля 2000 года на лейбле «МиксМедиа». Автором большинства текстов на альбоме является Лигалайз. Музыку на альбоме создали Shooroop, DJ Tonik, DJ LA, Гуру, Mr. Bruce и другие. В записи альбома приняли участие рэперы ДеЦл, Звонкий, ШЕFF, а также бэк-вокалисты — Ирина «Шмель» Минина, Валя Атаханова (из группы Ground Beat) и Карина.
Параллельно с работой в группе DJ Tonik принимал участие в записи альбомов участников «Альянса»: сначала как диджей, создавая скретчи, а затем уже как музыкальный продюсер, создавая музыку с нуля. В 1999 году он создал скретч для дебютной песни ДеЦла «Пятница». В 2000 году спродюсировал для ШЕFFа и Купера песню «Питер, я твой!». В песне использован семпл из ретро-шлягера «Тёмная ночь», исполняемого Марком Бернесом, с характерным шипением и потрескиванием грампластинки. Песня вошла в сольный альбом Шефа — «Имя Шеff», а также на новый альбом Bad Balance — «Каменный лес». По словам Влада «Шефа» Валова, эта композиция посвящена счастливым моментам встреч с питерскими друзьями. 26 февраля 2001 года Тоник вместе с группой Bad Balance (Шеф, LA, Моня, Тоник, Купер, Шуруп и Костас) принял участие в съёмках видеоклипа на эту песню. Премьера клипа состоялась в середине марта на телеканале «MTV Россия».
30 апреля 2001 года Тоник выступил в качестве диджея на седьмом фестивале электронной музыки «Восточный удар» в санкт-петербургском ДС «Юбилейный». В июне 2001 года DJ Тоник вместе с другими участниками «Альянса» принял участие в съёмках видеоклипа ДеЦла на песню «Море», который снимался в Черногории. В сентябре 2001 года несколько участников «Bad B. Альянса», включая Тоника, попали в автокатастрофу. С 2000 по 2003 год DJ Tonik работал в качестве диджея ДеЦла во время живых выступлений. В 2003 году Тоник написал музыку к песне «Рэп — это» для третьего альбома ДеЦла, «Detsl aka Le Truk».
В 2003 году Тоник вместе с MC Молодым спродюсировал для проекта «Лигалайз + П13» трек «Я знаю людей…», который стал заглавной темой альбома «Провокация». Премьера песни состоялась в седьмом выпуске хип-хоп-передачи «Фристайл» на «Нашем Радио» 25 марта 2003 года. Видеоклип на эту песню, снятый летом в Праге и Москве, попал в ротацию телеканала «MTV Россия» 29 октября 2003 года.
В 2003 году Тоник вернулся в Санкт-Петербург, перестал заниматься продюсированием, поступил в Санкт-Петербургский государственный университет информационных технологий, механики и оптики, где успешно получил высшее образование. После этого много лет проработал конструктором точной механики, занимаясь ремонтом машин, работами по дереву, стройкой и сложными инженерными системами.
Одно время Тоник работал диджеем в питерском клубе «CadilL.A.c.», владельцем которого был DJ Mask. В 2013 году они вместе запустили интернет-радиостанцию «Most Wanted Radio». 31 августа 2018 года после закрытия радио Тоник запустил новую интернет-радиостанцию VibeDaPlanet. 6 февраля 2019 года он посвятил Кириллу «ДеЦлу» Толмацкому одну из своих еженедельных передач «Sketch & Scratch 2.0» на интернет-радио «VibeDaPlanet».

## Чарты и ротации
В 2003 году песни «Пачка сигарет» («Легальный Бизне$$»), «Мелодия души» («Легальный Бизне$$»), «Я знаю людей…» (Лигалайз + П13), «П-Ровокация» (Лигалайз + П13), «Top Top (Я буду жить)» (N’Pans), музыку к которым сделал DJ Tonik, прозвучали в хип-хоп-передаче «Фристайл» на «Нашем Радио».

## Награды
- В 1997 году DJ Tonik победил в номинации «Grandmaster Scratch» на российском фестивале «GrandMaster DJ '97»[3][9][34][35].
- В 2000 году группа «Легальный Бизне$$» стала «лучшим музыкальным проектом 1999 года» на церемонии награждения лучших хип-хоп-артистов года «Голос улиц», прошедшей в Московском развлекательном комплексе «Центр» 4 января 2000 года[36].
- В 2000 году песня «Пачка сигарет» группы «Легальный Бизне$$» победила в номинации «Лучшая песня года» на российской церемонии награждения премий «Золотой Птюч '99», организованной журналом «Птюч» в феврале 2000 года[37].
- В 2004 году альбом Лигалайза и П-13 «Провокация», музыку к которому написал DJ Tonik, победил в номинациях «Лучший альбом 2003 года» и «Лучший дебют 2003 года» на первой ежегодной церемонии «Hip-Hop.Ru Awards 2003» по результатам голосования пользователей сайта Hip-Hop.Ru. А видеоклип на песню «Я знаю людей» занял второе место в номинации «Клип года 2003»[38].

## Личная жизнь
В 2003 году DJ Тоник встречался с солисткой ВИА «Сливки», Кариной Кокс.

## Дискография

### Студийные альбомы
- 1999 — «DJ DJ DJ» (в составе группы «No Face Crew»/«3 DJ’s»: Tonik, Штакет и 108)
- 2000 — «Рифмомафия» (в составе группы «Легальный Бизне$$»)
- 2002 — «Новый мир» (в составе группы «Bad B. Альянс»)

### Микстейпы
- 2004 — «On The Record — Hip-Hop/R’n’B Mix»
- 2004 — «Good Foot»
- 2006 — «From St.Petersburg Wiyh Love»
- 2007 — «Bounce Wit' Me»

### Компиляции
- 1997 — «Grandmaster DJ 97 (Битва ди-джеев I) — Москва-Питер»
- 1998 — «Grandmaster DJ 98 (Битва ди-джеев II) — Москва-Питер»
- 2000 — «Grandmaster DJ 99 (Битва ди-джеев 3) — Москва-Питер»
- 2006 — «Boombastik Sound» (DJ Banan/DJ Tonic/DJ Shtaket/DJ Double Dee)

### Скретчи
- 1997 — «Не оставляй» (скретч: DJ Тоник) (Scang — альбом «Сам себе враг»)
- 1999 — «Пятница» (ДеЦл) (музыка: LA, Shooroop, скретч: Tonik) (сборник «Hip-Hop Info #6»)
- 2000 — «Like this (Улыбни лицо, улыбни)» (скретч: DJ Тоник) («Братья Улыбайте» — альбом «Юлия Любит Юрия»)
- 2000 — «Пятница» (скретч: Tonik) (ДеЦл — альбом «Кто ты?»)
- 2000 — «Легальный Бизне$$», «Всем всем», «Мелодия души», «Быть с тобою», «Freestyle 3», «Рифмомафия», «Пачка сигарет», «Этим вечером», «Freestyle 2», «Своими словами», «Кто такой MC», «В чём дело!?», «Freestyle 1» (скретчи: DJ To№1k) («Легальный Бизне$$» — альбом «Рифмомафия»)
- 2001 — «Качать головой» и «Хватит перемен» (скретчи: DJ To№1k) (Белые Братья — альбом «Крутым парням солнце светит всегда!»)
- 2003 — «Курил. Бухал…» (Мистер Малой) (скретчи для альбома)
- 2004 — «Тут вам не там (не колоти понты)» («Братья Улыбайте») (скретчи для альбома)
- 2006 — «Аперитив», «По реке», «Реквием», «Аутро» (скретч: Tonik) (KREC — альбом «По реке»)

### Продюсирование
- 2000 — «Кто такой MC», «В чём дело!?», «Freestyle 3», «Freestyle 2», «Freestyle 1» («Легальный Бизне$$» — альбом «Рифмомафия»)
- 2000 — «Питер, я твой!» (музыка и скретч: Тоник) (ШЕFF — альбом «Имя-ШЕFF»)
- 2001 — «MC» (ДеЦл) (музыка: Tonik) («Hip Hop Info #8»)
- 2001 — «Подстава», «Top Top (Я буду жить)», «Будь со мной» (музыка: DJ TO№1K) (N’Pans — альбом «Чёрная сторона Легального Бизне$$а»)
- 2001 — «Питер, я твой!», «Найди свою дорогу» (музыка: TO№1K) (Bad Balance — альбом «Каменный лес»)
- 2001 — «Уличный боец», «Фиаско» (музыка: Tonik) (ДеЦл — альбом «Уличный боец»)
- 2001 — «Хардкор» (Купер), «Найди свою дорогу» (Купер, N’Pans, Sexy Lia, ШЕFF), «Реклама» (ДеЦл, N’Pans, Sexy Lia, ШЕFF), «Питер, я твой! (DJ Tonik RMX)» (ШЕFF, Купер) (музыка: Тоник) (Bad B. Альянс — альбом «Новый мир»)
- 2003 — «П-Ровокация», «Я знаю людей…», «Тоска о потерянном рае» (музыка: Молодой и DJ Tonik) (Лигалайз + П13 — альбом «Провокация»)
- 2004 — «Рэп — это» (музыка: DJ Тоник) (Detsl — альбом «Detsl Aka Le Truk»)
- 2006 — «Хардкор» (музыка: Tonik) (Купер — «Йя»)

## Видеоклипы
Благодаря сотрудничеству Влада Валова с Александром Толмацким видеоклипы проектов хип-хоп-объединения «Bad B. Альянс» находились в ротации чартов «Русская десятка» и «20 самых-самых» телеканала «MTV Россия», а также в ротации телеканала «Муз-ТВ» с 1999 по 2002 год.
| Год  | Название                                                     |
| ---- | ------------------------------------------------------------ |
| 1999 | «Пачка сигарет» («Легальный Бизне$$») (25 августа 1999 года) |
| 1999 | «Пятница» (ДеЦл) (25 сентября 1999 года)                     |
| 2000 | «Мелодия души» («Легальный Бизне$$») (апрель 2000 года)      |
| 2001 | «Питер, я твой!» (Bad Balance: ШЕFF, Купер) (март 2001 года) |
| 2001 | «Питер, я твой! (DJ Tonik RMX)» (Bad Balance: ШЕFF, Купер)   |
| 2003 | «Я знаю людей…» (Лигалайз + П13) (29 октября 2003 года)      |